# Miloš Maixner
Miloš Maixner, křtěný Miloš Ivan (4. ledna 1873 Praha - 5. května 1937 Praha) byl český pedagog, překladatel a hermetik.

## Život
Narodil se v Praze v rodině malíře Petra Maixnera. Vzhledem k rodinné tradici byl od dětství připravován na uměleckou dráhu. V roce 1888 maturoval na gymnáziu a následně studoval na pražské Akademii výtvarných umění u prof. F. Sequense náboženskou a historickou malbu. Během studia se spřátelil s Františkem Kupkou a absolvoval několik studijních pobytů ve Vídni, Německu a Itálii. V letech 1894-1895 se dále vzdělával ve Vídni u německého malíře a filozofa Karla Wilhelma Diefenbacha. Od roku 1896 vyučoval jako suplent postupně na několika gymnáziích (Plzeň, Třebíč) a reálkách (Praha). V roce 1902 se oženil s Boženou Čechovou a měl s ní tři děti, Miloše (1903), Boženu (1904) a Jaromíra (1908). V roce 1906 se vydal na dráhu pedagogickou a podnikl studijní cesty do Německa a Francie. V roce 1910 složil státní zkoušku pro učitele kreslení od ruky a v dalším roce pracoval na sestavení příručky pro kreslení pro středoškolské učitele kreslení. O rok později nastoupil na gymnázium v Berouně, kde učil kreslení, krasopis, matematiku a němčinu a současně působil jako jednatel Ústřední matice školské.
Kromě své profese učitelské se významně podílel spolu s Milošem Seifertem na rozvoji skautského hnutí v Čechách a v letech 1910–1912 patřil k členům Uměleckého sdružení Sursum. Mimo tuto činnost se věnoval studiu filosofie kultury, náboženství a hermetismu. Jeho práce byly uveřejňovány ve francouzských a angloamerických časopisech a v roce 1910 byl poctěn čestným doktorátem pařížské École superieure libre des Sciences Hermétiques de Paris. Roku 1918 se odstěhoval do Prahy a v následujícím roce opustil berounské gymnázium a nastoupil jako tajemník na Ministerstvo národní obrany v Praze a krátce redigoval armádní časopis Bratrství. V roce 1925 byl dán do trvalé výslužby a ve 30. letech krátce spolupracoval se svým synem Milošem na jeho vydavatelských projektech, k nimž patřily například časopisy Vlajka, Národní stát nebo knižnice Člověk a národ. Roku 1937 Miloš Maixner v Praze umírá.
Celý svůj život se Miloš Maixner vzdělával a studoval okultní vědy a magii. V roce 1907 založil a vydával časopis Kosmické rozhledy a roku 1925 redigoval spiritistický list Naše pravda, byl členem Literárního družstva Flammarion a získal několik čestných titulů z pařížských fakult hermetických věd.

## Galerie

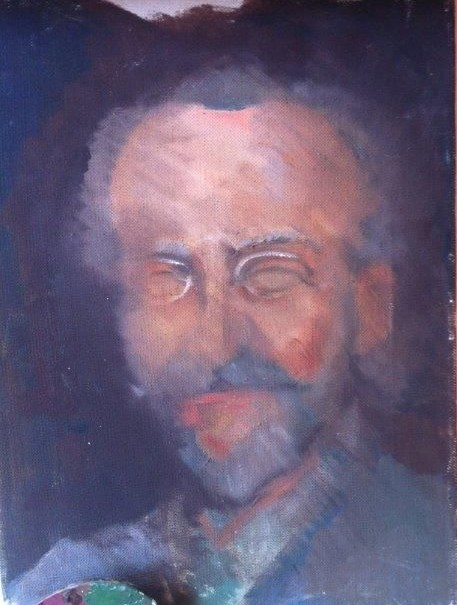
nedokončený autoportrét